# 神明神社の御船神事

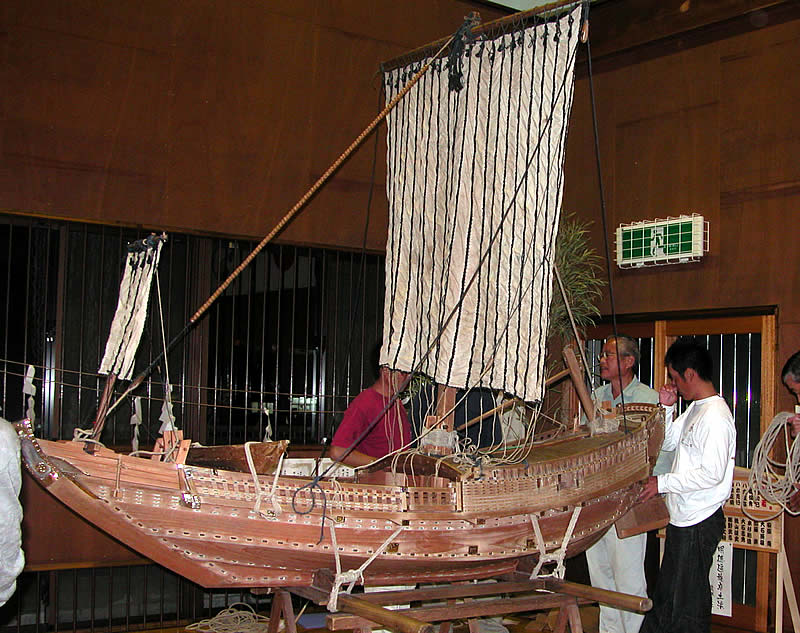
神事で使われる樽廻船の模型

神明神社の御船神事（しんめいじんじゃのおふねしんじ）は、静岡県牧之原市細江の神明神社で10月17日の例祭時に(現在では10月第2週の日曜日)催される神事。

## 概要
海運興隆と海上安全を祈願する神事で、白装束に身をかためた8名の船若衆と呼ばれる青年によって800石船(江戸期に活躍した樽廻船)の模型が担がれ、荒海に見立てた境内に船出する。さらに40人ほどの青年がこの船の舳先や艫(とも)を激しく上下させる。『ヤサー』(舳先を上げる)、『コラサー』(舳先を下げる)の勇ましい掛け声に合わせて豪快に錬る。近在で行われている同様の御船神事に比べてその荒々しさは随一である。

## 御船神事の唄
模型船の出港準備の時に御船神事の唄が唄われる。この唄は木遣りと口説きから成り、音頭出しと呼ばれる歌い手と船若衆を含む受け手で交互に唄われる。

## 御船神事次第
1. - 前年の船神事の後に船は帆を下して。一年間安置された船は例祭の2週間ほど前に舟若衆によって運びだされ、そのまま慶林海岸まで持って行き海の水で清める。その後東慶林コミュニィティーセンター体育館に海に向けて設置し、結界を張る。
  - 昔は八木家に『お船場』という場所があり、例祭前日に灯篭に火を入れ全員で総練習をした。その後丸東茶工場、公民館が『お船場』となり、現在では東慶林コミュニィティーセンター体育館に置かれるようになった。
2. 和船の構造に造詣が深い役員により、船の修復とお船神事における船の準備が行われる。この間毎朝、慶林の発祥の地である津島様付近の竹やぶの雌竹の穂を午前中に採取し船に飾り付ける。(現在は藪が消失したため寄子川岸の雌竹を使う)
3. 例祭10日ほど前から東慶林コミュニィティーセンターで木遣り、口説き、受け、お船練りの練習を開始する。
4. 本来は例祭前日、現在は前々日にお船関係者全員で、柱起こし、帆上げ、練りの総練習をする。
5. 御船関係者は例祭前日禊の海水で身を清める。禊の海水は前浜海岸より取水し船に備えた後関係者に配る、この海水を風呂の水に入れ身を清める。(斎戒沐浴)
6. 船若衆は例祭当日屋台を先導し、お船を神明神社に運びいれ神事の準備をする。
7. 船若集は白装束に身をかため、神屋の井戸の清水で身を清める。
8. お船は舳先を拝殿に向け、柱を倒し、拝殿の前に据えられる。(お船の向きは疑問あり)
9. お船周りに船若衆、拝殿向って左に音頭出し受手が並ぶ。
10. 木遣り唄が始まり、音頭出しと受手とで出港準備ができるまで繰り返す。
11. この間に船衆により船の柱起し、帆上げが行われる。
12. 木遣が終わり船若集によって担がれたお船が海に見立てた境内に出港する。担ぎ手8名練り手20名の30人程度で海に見立てた境内に乗り出す。
13. 境内で荒海に乗り出す(出舟)お船を模し若集が2回錬る、帆先を上げる時に『ヤサー』帆先を下げる時に『コラサー』の掛け声をかける。
14. 休憩。
15. 港に帰る船を模し(入舟)さらに2回錬る。
16. お船が帰港し定位置に戻され、練の終了。
  - 船若集は舞台に移動し餅投げを行う。巫（かんなぎ）とは神和ぎとも表記し、人が依り代であることをあらわす。斎戒沐浴し神事に関わった船若衆は良い縁起をもたらす巫であり特別の力を持った者とされる。この福を氏子に分け与える儀式が餅なげである。
17. 神事終了